# Бішберг
Бішберг (нім. Bischberg) — громада в Німеччині, розташована в землі Баварія. Підпорядковується адміністративному округу Верхня Франконія. Входить до складу району Бамберг.
Площа — 17,54 км2. Населення становить 6122 ос. (станом на 31 грудня 2020).